# Yusef Forutan
Yusef Forutan (* 1891 in Teheran; † 1979) war ein iranischer Setarspieler.
Forutan wurde durch seinen Bruder Mo'addab-os-Saltaneh in die klassische persische Musik eingeführt und studierte Setar bei Mirza Abdollah und Tar bei Mirza Hosseingholi. Er spielte lange Zeit mit prominenten Musikmeistern ausschließlich bei Benefizveranstaltungen für Flüchtlinge und Opfer von Naturkatastrophen. Erst in späterer Zeit trat er bei einem Konzert mit persischer Musik am Grab des Hafis in Schiras auf und nahm instrumentale Radifs beim iranischen Rundfunk auf.
Erst in den 1980er Jahren wurden durch Zufall Fehlpressungen der Doppel-LP Iran 5 & 6 – Musiques d’Extase et de Guérison du Baloutchistan mit Setar-Aufnahmen Forutans entdeckt. Ende der 1990er Jahre erschienen im Iran zwei CDs und zwei CD-Boxen mit Konzertmitschnitten Forutans.